# جرج شاکبرگ-ایولین

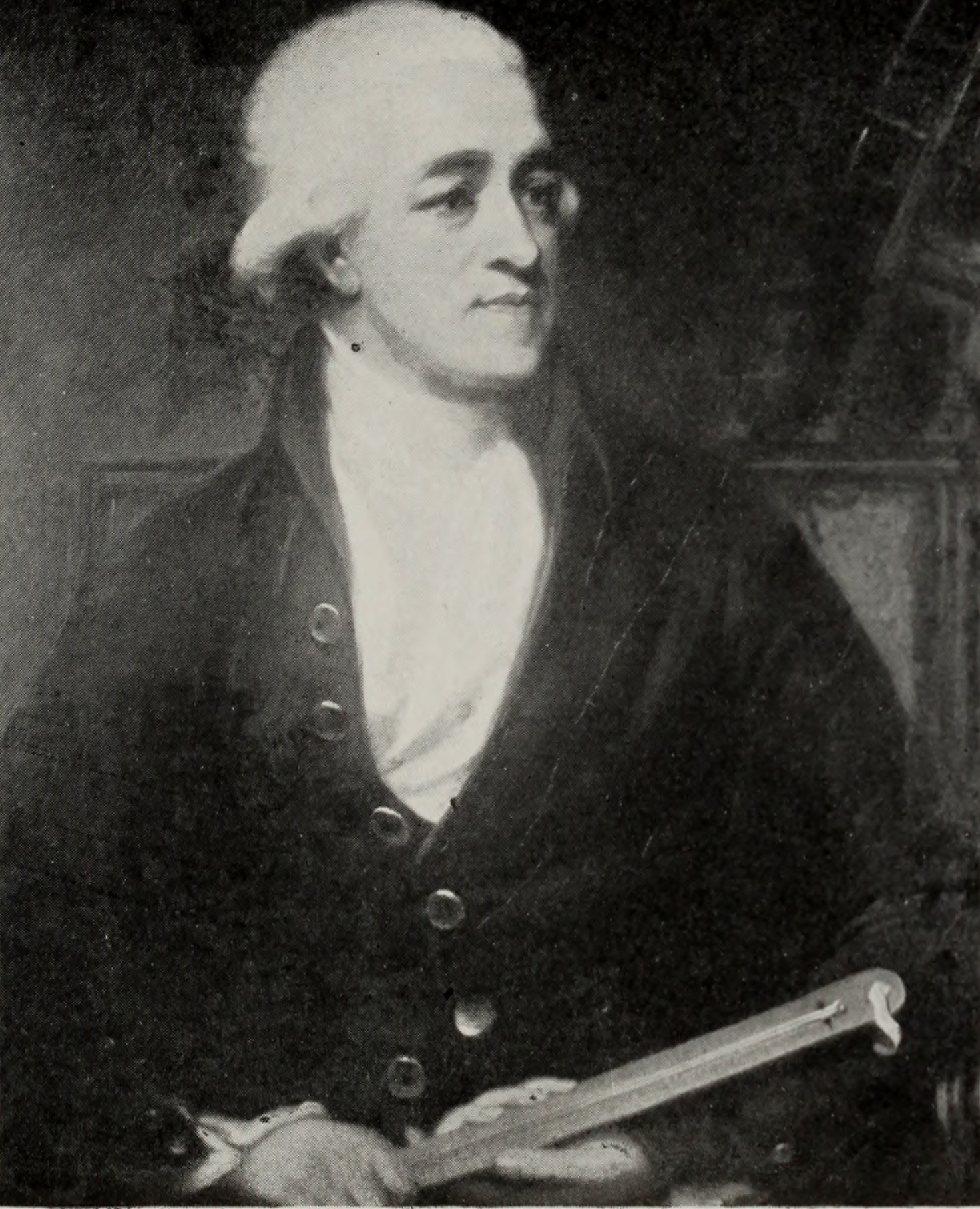
سر جرج آگوستوس ویلیام شاکبرگ-ایولین

جرج شاکبرگ-ایولین (به انگلیسی: George Shuckburgh-Evelyn)(زاده۲۳ اوت ۱۷۵۱– درگذشته ۱۱ اوت ۱۸۰۴) سیاستمدار، ریاضی‌دان و ستاره‌شناس بریتانیایی بود.

## زندگی‌نامه
جرج شاکبرگ در ۲۳ اوت ۱۷۵۱ زاده شد، او پسر ریچارد شاکبرگ اهل لیمرک بود. او در مدرسه راگبی و کالج بالیول، آکسفورد تحصیل کرد و در سال ۱۷۷۲ درجه لیسانس گرفت.
او در سال ۱۷۷۳ بارون شد. او از سال ۱۷۸۰ تا هنگام مرگش در سال ۱۸۰۴ نماینده شهرستان واریک‌شر در مجلس عوام بریتانیابود.
او در سال ۱۷۸۲ با سارا یوهانا دارکر، دختر جان دارکر، ازدواج کرد. او در ۶ اکتبر ۱۷۸۵ در دومین ازدواجش با جولیا آنابلا ایولین، دختر جیمز ایولین اهل فلبریج، ازدواج کرد. پس از مرگ پدرزنش در سال ۱۷۹۳ جرج کلمه ایولین را هم به نام خانوادگی خودش افزود. دختر آن‌ها جولیا مدلی شاکبرگ با سومین کنت لیورپول چارلز جنکینسان ازدواج کرد.
جرج شاکبرگ در ۱۱ اوت ۱۸۰۴ در روستای شاکبرگ در شهرستان واریک‌شر درگذشت.

## مشارکت‌های علمی
وی یک سری از مشاهدات نجومی را انجام داده، و یک جدول نجومی درست کرد که آن را در دوازده جلد بین سالهای ۱۷۷۴ و ۱۷۹۷ منتشر کرد. در سال ۱۷۹۱ تلسکوپ شاکبرگ در رصدخانه شخصی وی در واریک‌شر انگلستان نصب شد. از جمله مشاهدات وی، اندازه‌گیری ویژگی‌های سطح ماه بود. دهانه شاکبرگ در روی ماه به افتخار او نامیده شده‌است.
شاکبرگ در مترولوژی هم مشارکت داشت. وی مشاهداتی را در مورد تغییر در نقطه جوش اب در فشارهای مختلف انجام داد؛ و اشاره کرد که هنگام مدرج کردن دماسنج نیاز است این مسئله کنترل شود.
در آمار شاکبرگ در تطبیق شاخص‌های قیمت پیشگام بود.
او در ۱۷۷۴ عضو انجمن سلطنتی شد. در سال ۱۷۹۸ به همراه چارلز هاچت برنده مدال کاپلی بالاترین جایزه انجمن شد.